# 385-та піхотна дивізія (Третій Рейх)
385-та піхотна дивізія (Третій Рейх) (нім. 385. Infanterie-Division) — піхотна дивізія Вермахту, що входила до складу німецьких сухопутних військ у роки Другої світової війни.

## Історія з'єднання
385-та піхотна дивізія була сформована 10 січня 1942 року в ході 18-ї хвилі мобілізації вермахту. Це була одна з п'яти дивізій цієї хвилі формування, яка була сформована під назвою «Рейнгольд» із запасних частин VI, X і XI військових округів. Формування було завершено, як і планувалося, 15 січня 1942 року. У період з 16 по 23 січня 1942 року зібрані частини дивізії були перекинуті з військових округів до Бергенського полігону поблизу Фаллінгбостеля, де вони перебували до 11 березня 1942 року. Перший ешелон з підрозділами дивізії вирушив з полігону на Східний фронт і 16 березня 1942 року прибув до Полоцька. Останній транспорт прибув сюди 28 березня. У районі розміщення Полоцьк — Невель дивізія виконувала охоронні завдання і неодноразово вступала в сутички з партизанами. З 16 квітня 1942 року дивізія була передислокована в зону відповідальності 4-ї армії в районі Рославля. Тут вона була розгорнута на лінії фронту в районі Фомино. 385-й інженерний батальйон залишився під Полоцьком, а 538-й піхотний полк перемістився на фронт під Ленінград. З 11 травня 1942 року дивізія була замінена на передовій 267-ю піхотною дивізією і передислокована до Рославля.
Звідси дивізію передислокували в район на південний схід від Малоархангельська поблизу Орла в період з 12 по 31 травня. Місцем дислокації був район Мохове — Олександрівка — Лугове. З 28 червня 1942 року дивізія брала участь у німецькому літньому наступі 1942 року, форсувавши річку Тім 28 червня і річку Кешен 1 липня. На Кешенському плацдармі 2 і 3 липня дивізія відбивали потужні контратаки радянських військ. З 5 липня дивізія просувалася до Олима як ударна дивізія на північному фланзі XIII армійського корпусу. 6 липня наступ зупинився і дивізія перейшла до оборони, прикриваючи північний фланг XIII армійського корпусу. З 12 липня 1942 року дивізію замінила 88-ма піхотна дивізія. З'єднання після відведення з передової зосередили в районі Березівки, після короткого відновлення боєздатності 21 липня 1942 року вона здійснила марш на визначений напрям.
З 24 липня дивізія брала участь у битві за Верейку. У складі VII армійського корпусу 385-та піхотна дивізія разом з 9-ю танковою дивізією виконувала завдання з недопущення глибокого прориву між Мал. Верейка і Леб'яже Червоної армії та зриву очікуваного подальшого просування російських танкових угруповань. З цією метою дивізія мала атакувати з плацдарму на північний схід від Новопавлівки вздовж хребта і захопити ці панівні височини. Це вдалося 24 липня, і наступного дня дивізія просунулася до Великої Верейки. Однак оточити сильніші радянські частини їй не вдалося. З 27 липня дивізія перейшла до оборони на зайнятих висотах. На цих позиціях дивізія залишалася протягом наступних кількох тижнів. У другій половині листопада 19142 року дивізія була фактично знищена в закруті Дону внаслідок контрнаступу Червоної армії під Сталінградом. Наказом ОКГ від 17 лютого 1943 року із залишків 385-ї та 387-ї піхотних дивізій було сформовано бойова група, яке 30 березня 1943 року перетворили на нову 387-му піхотну дивізію.

## Райони бойових дій
- Німеччина (січень — березень 1942);
- Східний фронт (південний напрямок) (березень 1942 — лютий 1943).

## Командування

### Командири
- генерал-лейтенант Карл Айбль (10 січня — 18 грудня 1942);
- генерал-майор Ебергард фон Шукманн (18 грудня 1942 — 17 лютого 1943).

### Підпорядкованість
| Час        | Корпус            | Армія             | Група армій (округ)   | Штаб                |
| ---------- | ----------------- | ----------------- | --------------------- | ------------------- |
| 1942       |                   |                   |                       |                     |
| 10 січня   | VI ак             |                   |                       | Бад-Фаллінгбостель  |
| 18 січня   | XI ак             |                   |                       | Ганновер            |
| 25 березня |                   |                   | Група армій «Центр»   | Полоцьк             |
| 16 квітня  |                   | 4 А               | Група армій «Центр»   | Рославль            |
| 22 квітня  | XXXX мк           | 4 А               | Група армій «Центр»   | Десногорськ         |
| 1 травня   | LVI тк            | 4 А               | Група армій «Центр»   | Десногорськ         |
| 13 травня  |                   | 4 А               | Група армій «Центр»   | Курськ              |
| 21 травня  |                   | 2 ТА              | Група армій «Південь» | Курськ              |
| 1 червня   | LV ак             | 2 А               | Група армій «Південь» | Орел                |
| 6 червня   |                   | 2 А               | Група армій «Південь» | Орел                |
| 7 липня    | XXXXVIII тк       | 4 ТА              | Група армій «Південь» | Орел                |
| 9 липня    | XIII ак           | 4 ТА              | Група армій «Південь» | Нижнє Ольшане       |
| 10 липня   | XIII ак           | 2 А               | Група армій «B»       | Нижнє Ольшане       |
| 18 липня   |                   | 2 А               | Група армій «B»       | Другі Тербуни       |
| 23 липня   | VII ак            | 2 А               | Група армій «B»       | Другі Тербуни       |
| 24 серпня  | XIII ак           | 2 А               | Група армій «B»       | Велика Верейка      |
| грудень    | —                 | 2 угорська армія, | Група армій «B»       | Великий закрут Дону |
| 1943       |                   |                   |                       |                     |
| січень     | XXIV тк           | 8 італійська А    | Група армій «B»       | Великий закрут Дону |
| лютий      | XXIV тк           | АГр «Ланц»        | Група армій «B»       | Бєлгород            |
| березень   | злиття з 387-ї пд | злиття з 387-ї пд | злиття з 387-ї пд     | Слов'яносербськ     |

### Склад
| 1942                                     |
| ---------------------------------------- |
| 537-й піхотний полк                      |
| 538-й піхотний полк                      |
| 539-й піхотний полк                      |
| 385-й артилерійський полк                |
| 385-й розвідувальний самокатний ескадрон |
| 385-й протитанковий дивізіон             |
| 385-й інженерний батальйон               |
| 385-й дивізійний батальйон зв'язку       |
| 385-те дивізійне управління постачання   |